# Gears of War (serie)

Logo della serie

Gears of War, conosciuta anche come Gears o GoW, è una serie di videogiochi sviluppata inizialmente da Epic Games per le piattaforme Xbox a partire dal 2006.
A partire dal gioco Gears of War: Ultimate Edition, del 2015, in seguito all'acquisizione nel 2014 da parte di Microsoft dei diritti di produzione per la serie, la produzione è passata alla casa di sviluppo canadese Black Tusk Studios, che fa parte del gruppo Xbox Game Studios.
Black Tusk Studios per l'occasione ha cambiato nome in The Coalition, rimando alla Coalizione dei Governi Organizzati che è una delle due fazioni in lotta tra loro nei giochi della serie. Nel 2022, la serie conta nove capitoli, di cui sei facenti parte della saga principale e tre spin-off.

## Prologo
La serie Gears of War è ambientata sul pianeta Sera, ispirato alla Terra, dove l'umanità è divisa in fazioni. A causa di millenni di guerre, è giunta più volte sull'orlo dell'estinzione. A questo punto ha fatto seguito un'epoca di pace e di sviluppo tecnologico durante la quale viene scoperto l'Imulsion, una nuova fonte naturale di energia. Questa scoperta porta nel breve termine alla risoluzione dell'emergenza energetica, ma nel corso degli anni crea una sempre maggiore disparità economica tra le nazioni che hanno diretto accesso all'Imulsion, che prosperano, e quelle che devono importarlo, che entrano nuovamente in crisi. Gli abitanti di Sera si dividono in 2 fazioni: la Coalizione dei Governi Organizzati (COG) e l'Unione delle Repubbliche Indipendenti (UIR). In seguito, le fazioni entrano in guerra (Guerre Pendulum). L'UIR sviluppa il "Martello dell'Alba", un sistema di satelliti capace di proiettare precisissimi raggi laser. Una squadra speciale del COG, guidata da Marcus Fenix, riesce ad impossessarsi degli schemi del Martello dell'Alba e a lanciare un attacco su una base navale dell'UIR, la quale, sperimentata sulla propria pelle la devastazione causata dall'arma orbitale, si arrende e firma un armistizio con il COG. Alcune settimane dopo l'armistizio, l'umanità viene attaccata dall'Orda delle Locuste, una razza che fino al Giorno dell'Emersione viveva nelle profondità di Sera. L'Orda elimina in un giorno il 25% della popolazione e schiaccia le forze di COG e UIR, già provate dalle guerre precedenti. Il COG si ritira sull'Altopiano Jacinto e bombarda le città occupate dall'Orda. Cinque anni dopo il Giorno dell'Emersione le Locuste riescono ad occupare anche le città di Jacinto e, dopo altri cinque anni, catturano anche la capitale Ephyra. Durante gli scontri, Marcus Fenix cerca di salvare il padre Adam prendendo il comando di una missione non autorizzata, la quale fallirà e porterà all'incarceramento a vita di Marcus.

## Modalità di gioco
Gears of War rientra nella categoria degli sparatutto in terza persona: i titoli della saga sono caratterizzati da una visuale sopra la spalla che fa da fulcro per le meccaniche di gioco basate sull'utilizzo dei ripari e sull'impartire comandi ai propri compagni di squadra. L'utilizzo dei ripari non è però soltanto una meccanica passiva di difesa in quanto da dietro un riparo è possibile sia sparare prendendo la mira, esponendosi ai proiettili nemici, che sparare alla cieca, per cercare di assestare qualche colpo rimanendo al sicuro.
L'utilizzo attivo dei ripari sarà successivamente ripreso da numerosi giochi: un esempio è la saga di Uncharted che, come dichiarato da Lucas Pope che allora lavorava come sviluppatore presso la Naughty Dog, ha visto il proprio sistema di combattimento venire stravolto e rimodellato su quello di Gears of War.

## Videogiochi

### Capitoli principali

#### Gears of War(2006)
Gears of War è il primo capitolo della serie. Il videogioco narra le vicende di Marcus Fenix, fatto evadere dal carcere e reinserito nel COG dall'amico Dominic Santiago, a cui viene assegnato l'incarico di distruggere le Locuste per mezzo di una bomba di Imulsion. I fatti del primo gioco iniziano 14 anni dopo il giorno dell'Emersione.

#### Gears of War 2(2008)

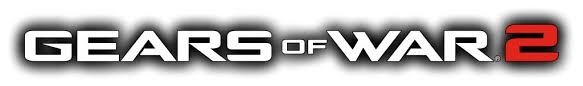
Gow 2 logo

Gears of War 2 è il secondo capitolo della saga. Le vicende narrate nel videogioco seguono gli eventi del primo capitolo.
Il COG avvia un'offensiva per distruggere il quartier generale dell'Orda, il Nexus. Le informazioni necessarie per trovare il Nexus sono conservate in un laboratorio segreto, chiamato Nuova Speranza, dove Marcus Fenix e i suoi uomini si trovano di fronte ai Siri: creature metà umane e metà Locuste. Dopo numerose avversità il COG riesce a distruggere il Nexus facendo sprofondare Jacinto e provocando l'allagamento dei tunnel scavati dalle Locuste.

#### Gears of War 3(2011)
Gears of War 3 è il terzo capitolo della saga e narra della missione del COG per salvare il padre di Marcus Fenix. (che si scopre quindi non essere morto). Adam Fenix è uno scienziato che ha scoperto il modo per liberarsi dalle Locuste e dagli Splendenti (Locuste mutate tramite l'Imulsion). Il COG viene osteggiato da Myrrah, la Regina delle Locuste. Il gioco termina con un'esplosione che elimina tutti gli Splendenti e le Locuste sul pianeta Sera.

#### Gears of War 4(2016)
Gears of War 4 è il quarto capitolo della saga. Il gioco prende le mosse 25 anni dopo gli eventi di Gears of War 3 e narra le vicende di James Dominic Fenix (JD), figlio di Marcus, il quale deve affrontare "Lo Sciame", una nuova mutazione subita dalle Locuste in seguito all'esplosione della bomba a Imulsion di 25 anni prima.

#### Gears 5(2019)
Gears 5 è il quinto capitolo della saga. Le vicende del videogioco riprendono quelle del precedente capitolo e vedono come protagonista Kait Diaz, amica di JD. La ragazza ha continue visioni riguardanti "Lo Sciame" e vuole scoprirne i motivi. Il gruppo di JD, Kait e Del è condotto da Marcus al laboratorio Nuova Speranza, dove fa una sconvolgente scoperta.

#### Gears of War: E-Day
Gears of War: E-Day è il sesto capitolo della saga. Il gioco è un prequel e narra le vicende legate al giorno in cui le Locuste presero d'assalto le città della superficie del pianeta Sera.
Videogioco in sviluppo non ancora pubblicato.

### Remake

#### Gears of War: Ultimate Edition(2015)
Gears of War: Ultimate Edition è il remake del primo capitolo della saga. È il primo titolo della saga a non essere più sviluppato da Epic Games, bensì da The Coalition.

#### Gears of War: Reloaded(2025)
Remake del primo capitolo della saga, sviluppato da The Coalition, Sumo Digital e Disbelief. La pubblicazione è pianificata al 26 agosto 2025.

### Spin-off

#### Gears of War: Judgement(2013)
Gears of War: Judgment è il primo spin-off della serie. Narra la storia di Damon Baird. Si svolge al tempo del Giorno dell'Emersione, ovvero 15 anni prima delle vicende del primo capitolo. Baird deve affrontare con un'accusa di tradimento rivolta alla sua squadra.

#### Gears Pop!(2019)
Gears Pop! era un gioco multigiocatore per dispositivi mobili; nel gioco gli utenti si sfidavano in battaglia utilizzando i personaggi di Gears of War in stile Funko Pop! La chiusura del gioco è stata annunciata nell'ottobre 2020 ed è arrivata ufficialmente il 26 aprile 2021.

#### Gears Tactics(2020)
Gears Tactics è un gioco spin-off della serie Gears of War; è stato prodotto da Splash Damage e The Coalition. Le vicende narrate si svolgono 12 anni prima rispetto a quelle del primo capitolo della saga. Il gioco è in giocatore singolo e basa il combattimento su un sistema di turni.

## Altri media
Al franchise di Gears of War sono legati anche prodotti che escono dalla sfera dei videogiochi.

### Gears of War: il gioco da tavolo
Nel 2011 viene pubblicato da Fantasy Flight Games il gioco da tavolo basato sugli avvenimenti della saga videoludica.

### Romanzi
Una serie di romanzi ispirati ai videogiochi è stata scritta dall'autrice britannica Karen Traviss (5), dall'autore statunitense Jason M. Hough (2) e da Michael Stackpole (1), altro autore statunitense.

### Fumetti
Ispirata al franchise è anche una serie di 24 fumetti, pubblicata tra il 2008 e il 2012, nella quale vengono narrate le vicende che si svolgono tra il primo e il secondo capitolo della saga.
I fumetti sono stati pubblicati per i numeri dall'uno al quindici da WildStorm (chiusa nel 2011) e dal sedici al ventiquattro da DC.

## Colonne sonore
Le colonne sonore dei vari capitoli della serie sono state composte da Kevin Riepl, Steve Jablonsky, Ramin Djawadi, Brandon Campbell, William Marriott, Jacob Shea e Nathan Whitehead e sono eseguite dalla Northwest Sinfonia

## Accoglienza
La saga di Gears of War è una delle più longeve ed amate del mondo videoludico con circa 23 milioni di copie vendute e oltre 1 miliardo di dollari di entrate.
| Gioco                          | Vendite     |
| ------------------------------ | ----------- |
| Gears of War                   | 5 milioni   |
| Gears of War 2                 | 5 milioni   |
| Gears of War 3                 | 3 milioni   |
| Gears of War: Ultimate Edition | 1 milione   |
| Gears of War 4                 | 3.3 milioni |
| Gears 5                        | 3 milioni   |

Il protagonista dei primi tre capitoli, Marcus Fenix, è stato inserito al diciannovesimo posto dei 50 personaggi di videogiochi più amati di tutti i tempi.

## Critica
La critica ha accolto molto bene i capitoli di Gears of War, in particolar modo i primi. Il primo capitolo della saga è stato infatti nominato gioco dell'anno da numerosi siti e riviste specializzati in ambito videoludico e nel 2007 ha ricevuto il premio di gioco dell'anno dalla Academy of Interactive Arts & Sciences.
Gears 5 ha ricevuto il premio Golden Joystick Award per il miglior gioco dell'anno per Xbox nel 2019.